# بابتيست قروس
بابتيست قروس (بالفرنسية: Baptiste Gros)‏ هو متزحلق فرنسي، ولد في 17 يوليو 1990 في آنسي في فرنسا.

## وصلات خارجية
- بابتيست قروس على موقع الاتحاد الدولي للتزلج (التزلج الريفي) (الإنجليزية)
- بابتيست قروس على موقع اللجنة الأولمبية الدولية (الإنجليزية)
- بابتيست قروس على موقع أوليمبيديا (الإنجليزية)
- بابتيست قروس على موقع اللجنة الأولمبية الفرنسية (مؤرشف) (الفرنسية)